# Грачов Іван Миколайович
Іван Миколайович Грачов (1903—1943) — сержант Робітничо-селянської Червоної армії, учасник Другої світової війни, Герой Радянського Союзу (1943).

## Біографія
Іван Грачов народився в 1903 році в селі Верхньоуглічино (нині — Кармаскалинський район Башкортостану) в сім'ї селянина. Закінчив курси керівних працівників сільського господарства, завідував свинофермою в радгоспі «Карламан» в тому ж районі, потім був заступником директора радгоспу імені 8 березня в Єрмекеєвському районі Башкирської АРСР. У липні 1941 року призваний на службу в Робітничо-селянську Червону армію. З вересня того ж року — на фронтах Другої світової війни. В 1942 році отримав важке поранення. До вересня 1943 року сержант Іван Грачов командував відділенням 78-го стрілецького полку 74-ї стрілецької дивізії 13-ї армії Центрального фронту. Відзначився під час битви за Дніпро.
23 вересня 1943 року Грачов першим у своєму батальйоні переправився через Дніпро в районі селища Комарин Брагінського району Гомельської області Білоруської РСР і, наблизившись до супротивника на відстань 50 метрів, розвідав його оборону і передав командуванню цінні дані, що сприяло успішному форсування Дніпра. У боях на плацдармі Грачов захоплював бійців за собою, особисто знищив 2 ворожі кулеметні точки. В одному з боїв він отримав важке поранення і був відправлений у госпіталь.
Указом Президії Верховної Ради СРСР від 16 жовтня 1943 року за зразкове виконання бойових завдань командування і проявлені мужність і героїзм у боях з німецькими загарбниками» сержант Іван Грачов удостоєний високого звання Героя Радянського Союзу.
Помер у госпіталі 20 жовтня 1943 року, похований у братській могилі в селі Ковпита Чернігівського району Чернігівської області України.
Був також нагороджений орденом Леніна.
В честь Грачова названа вулиця в селі Ковпита. Його бюст встановлений в селі Єрмекеєво.